# 불불
불불(Bulbbul)은 2020년에 개봉한 인도영화이다. 안비타 더트(Anvita dutt)가 각본과 감독을 맡고. 아누슈카 샤르마카르네쉬 샤르마가 제작하였으며, 트립티 디므리, 아비나시 티와리, 파올리 담, 라훌 보스, 파람브라타 차터지가 출연한다. 1880년대 벵골 귀족집안을 배경으로 한 이 영화는 아주 어린 나이에 신부가 된 소녀가 부조리한 현실을 겪고 초자연적인 존재가 되어가는 과정을 그린다. 2020년 6월 24일 넷플릭스에서 공개되었다.

## 출연
- 트리프티 딤리 (불불 役)
- 아비나시 티와리 (사티야 役)
- 파올리 담 (비노디니 役)
- 라훌 보스 (인드라닐, 마헨드라 役)
- 파람브라타 차터지 (수디프 박사 役)

## 평가
불불에 대한 평가는 전반적으로 긍정적이다. 평론가에 의한 평가와 영화가 취하는 여성주의적 메시지에 대한 평가가 모두 긍정적이며, 시각 효과, 배경 음악, 주연배우들의 연기력 또한 호평이다. 특히 주연인 트립티 티므리의 연기력이 각광을 받았다. 한편으로 짧은 내용과 예측하기 쉬운 줄거리에 대한 아쉬운 평가를 받고 있다.